# Robert Hunter (dziennikarz)
Robert (Bob) Hunter (ur. 13 października 1941 w St. Boniface, zm. 2 maja 2005) – kanadyjski działacz ochrony środowiska, pisarz, dziennikarz i polityk.
Współzałożyciel organizacji Greenpeace (1972) wraz z: Patrickiem Moore'em, Davidem McTaggartem i Paulem Watsonem.
W 1973 został wybrany prezydentem Greenpeace. Znany głównie dzięki długofalowym działaniom w obronie środowiska naturalnego; dzięki m.in. jego staraniom wprowadzono zakaz połowu wielorybów w celach komercyjnych.

## Publikacje
- Erebus (1968)
- The Enemies Of Anarchy
- The Storming Of The Mind
- Greenpeace
- Greenpeace III
- Journey Into The Bomb
- To Save The Whale
- Warriors Of The Rainbow
- The Greenpeace Chronicle
- Cry Wolf
- On The Sky: Zen And The Art Of International Freeloading
- 2030: Confronting Thermageddon in Our Lifetime